# Брендејл (Квинсленд)
Брендејл (енгл. Brendale) је град у Квинсленду у Аустралији. Према подацима из 2006. године Брендејл има популацију од 1.738 становника.